# Швейцария на зимних Олимпийских играх 1928
Швейцария принимала участие в Зимних Олимпийских играх 1928 года в Санкт-Морице (Швейцария) во второй раз, и завоевала одну бронзовую медаль. Сборная страны состояла из 41 спортсмена (40 мужчин, 1 женщина).

## Бронза
- Хоккей, мужчины — Giannin Andreossi, Mezzi Andreossi, Robert Breiter, Louis Dufour, Charles Fasel, Albert Geromini, Fritz Kraatz, Arnold Martignoni, Heini Meng, Anton Morosani, Luzius Rüedi, Bibi Torriani.